# Weltspiegel
Der Weltspiegel ist eine Reportage-Fernsehsendung im Ersten. Ihr Titel wurde der Zeitung Der Weltspiegel nachempfunden.
Korrespondentenberichte der ARD-Auslandsstudios aus aller Welt werden sonntags um 18:30 Uhr unter Federführung von NDR, WDR, SWR oder BR ausgestrahlt. Über die reguläre Sendung hinaus gibt es in teils loser Folge die monothematischen Ableger Weltspiegel-Reportage, Weltspiegel extra und Weltspiegel-Doku.

## Geschichte
Der Sendebeginn mit dem Untertitel Auslandskorrespondenten berichten war am 5. April 1963 unter Moderation von Gerd Ruge, der die Sendung als erste dieser Art in Zusammenarbeit mit Klaus Bölling entwickelte. Bis 1974 wurde die Reihe von NDR und WDR getragen, ab Januar 1975 kamen BR und SDR dazu. Letztere waren zuvor für das ARD-Magazin Kompass – ARD-Auslandsberichte verantwortlich. Dessen Redaktionen wurden Weltspiegel-Redaktionen, die Sendezeit von 30 auf 40 Minuten verlängert.
Am 15. Oktober 2021 gab die ARD eine umfangreiche Programmreform bekannt. Der Weltspiegel wird, statt zur traditionellen Zeit um 19:20 Uhr, seit Januar 2022 um 18:30 Uhr ausgestrahlt und gleichzeitig auch auf tagesschau24. Auch wurde die Sendezeit auf 45 Minuten verlängert. Zuvor war von der ARD-Programmchefin Christine Strobl eine Verlegung auf den späteren Montagabend um 22.50 Uhr vorgeschlagen worden. Gegen die Abwertung der Auslandsberichterstattung protestierten 45 Journalisten und Auslandskorrespondenten in einem Offenen Brief.

## Moderation

### Aktuelle Moderatoren
- Natalie Amiri, BR (seit dem 30. März 2014),[5] Vertretung: Susanne Glass (2022)
- Tessniem Kadiri, NDR (seit dem 16. Februar 2025)[6]
- Ute Brucker, SWR (seit dem 17. Januar 2010)[7]
- Isabel Schayani, WDR (seit dem 18. September 2016)[8]

### Ehemalige Moderatoren
- BR
  - Bernhard Wabnitz (Ende Mär. 2009 – 2. Mär. 2014)[9][10]
  - Peter Mezger (1996 – 25. Jan. 2009)
  - Franz Stark (1987–1995)[11]
  - Dagobert Lindlau (1975–1987)

- NDR
  - Andreas Cichowicz (21. Mai 2000 – 15. Dez. 2024)[12]
  - Winfried Scharlau (1984–2000)
  - Navina Sundaram
  - Wolf von Lojewski
  - Peter Krebs
- SWR (SDR)
  - Jörg Armbruster (6. Okt 2005 – 10. Jan 2010)[13]
  - Patrick Leclercq (27. Apr. 2003 – 31. Juli 2005)[14]
  - Immo Vogel (ab dem 17. Jan 1999)[15]
  - Kurt Stenzel (bis 1998)
  - Ernst Elitz (1985–1993/1994)
  - Peter Staisch (Juli 1981–1984)
  - Gerhard Konzelmann
- WDR
  - Michael Strempel (24. Juni 2012 – 2016)[16]
  - Tina Hassel (Nov. 2001 – 20. Mai 2012)
  - Albrecht Reinhardt (1997 – 30. Sep. 2001)
  - Jürgen Thebrath
  - Nikolaus Brender (1989–1993)
  - Hansjürgen Rosenbauer
  - Carl Weiss (um 1986)[17]
  - Heinz Werner Hübner
  - Franz Wördemann
  - Wolfgang Klein
  - Claus Hinrich Casdorff (1965–1977)
  - Dieter Gütt (5. Apr. 1964–1977)[18]
  - Klaus Bölling (ab 5. Apr. 1963)
  - Gerd Ruge (ab 5. Apr. 1963)
- Noch ohne Senderzuordnung
  - Dieter Kronzucker (ab 1965)

## Titelmusik
Die Titelmusik wurde vom Trompeter Fritz Weichbrodt eigens für die Sendung komponiert und heißt ARD/Weltspiegel-Urfassung.